# Lascoria
Lascoria — рід совкових з підродини совок-п'ядунів. Поширені в Південній Америці.

## Систематика
У складі роду:
- Lascoria albibasalis Walker, 1865
- Lascoria albipunctalis Druce, 1891
- Lascoria ambigualis Walker, 1865
- Lascoria antigone Schaus, 1916
- Lascoria anxa Druce, 1891
- Lascoria bifidalis